# Samuel Alito
Samuel Anthony Alito (n. 1 d'abril de 1950) és un jutge magistrat nord-americà destacat com a Jutge associat de la Cort Suprema dels Estats Units. El 31 d'octubre de 2005, el President George W. Bush el va nominar per ser jutge de la Cort Suprema dels Estats Units després de la jubilació de la jutgessa associada Sandra Day O'Connor. El Senat va confirmar Alito tres mesos després, el 31 de gener de 2006. S'esperava que Alito s'unís a les veus de l'ala conservadora de la Cort Suprema.
Fill de pares immigrants italians, es va graduar a la Universitat de Princeton el 1972 i després va estudiar Dret a la Universitat Yale, on es va graduar el 1975. Durant la dècada dels vuitanta, va treballar com a advocat per al Govern dels Estats Units, específicament sota l'administració del President Ronald W. Reagan.
El 1990, el President George H W Bush el va nomenar Jutge del Tercer Circuit d'Apel·lacions. Com a jutge d'apel·lació, va destacar per ser un jurista de tall conservador, votar en contra de la legalització de l'avortament i a favor dels poders del govern. De fet, a causa de les seves opinions judicials, hom el va sobrenomenar Scalito, en referència al Jutge Associat del Tribunal Suprem Antonin Scalia, al qual es veia com la veu principal de l'ala conservadora del tribunal.
La seva nominació va tenir lloc després que el president Bush retirés la nominació de l'advocada Harriet Miers. Grups conservadors dels Estats Units van donar suport aclaparadorament a la selecció d'Alito a la Cort Suprema, mentre que els sectors liberals es van mostrar preocupats perquè el jutge Alito mogués el balanç de la Cort massa cap a la dreta. De fet, el senador demòcrata John Kerry va intentar bloquejar la votació final sobre la nominació d'Alito, però no va aconseguir reunir la quantitat de vots necessaris. Finalment, el Senat va confirmar Alito després d'una votació final de 58-42.